# 大道教
大道教或称作真大道教，是金朝时期劉德仁创立的一个道教派别，到元朝末年绝传。
皇统二年（1142年），刘德仁自称太上老君下降，授予《道德经》，开始传教。大定年间，基本在整个金国范围内传播。
在元朝，大道教分化为天宝宫和玉虚宫两派。泰定三年（1326年）之后，逐渐归并到全真道中。
大道教内炼主张“守气养神”，提倡自食其力，少思寡欲，不谈飞升炼化，长生不老，并且把儒家思想纳入自己的体系。此外，大道教有出家制度。

## 传承
- 一代：刘德仁（1122年－1180年）
- 二代：陈师正（？－1194年）
- 三代：张信真（1164年－1218年）
- 四代：毛希琮（1186年－1223年）
- 五代：
  - 燕京天宝宫：郦希诚
  - 玉虚观：李希安

从李希安开始，改称真大道教。